# Heterometrus swammerdami
Heterometrus swammerdami är den nu största levande skorpionen, och den kan uppnå en längd av 23 centimeter. Färgen är röd till röd-brun och skorpionen har två kraftiga, rundade klor, vilket tyder på en lindrig giftighet, ett stick kan jämföras med en getings stick. Skorpionen livnär sig på olika insekter, men med tanke på storleken så kan den jaga mindre kräldjur och gnagare.